# Raymond Browne

Wappen von Raymond Browne

Raymond Anthony Browne (* 23. Januar 1957 in Athlone) ist ein irischer Geistlicher und römisch-katholischer Bischof von Kerry.

## Leben
Raymond Browne empfing am 4. Juli 1982 das Sakrament der Priesterweihe.
Am 2. Mai 2013 ernannte ihn Papst Franziskus zum Bischof von Kerry. Der Erzbischof von Cashel und Emly, Dermot Clifford, spendete ihm am 21. Juli desselben Jahres die Bischofsweihe; Mitkonsekratoren waren der Apostolische Nuntius in Irland, Erzbischof Charles Brown, und der emeritierte Bischof von Kerry, William Murphy.